# Vassílis Stíngas
Vassílis Stíngas (grec moderne : Βασίλης Στίγκας) est un homme politique grec, fondateur en 2017 du parti néofasciste Spartiates.
Il est élu député lors élections législatives de juin 2023, puis est déchu de son mandat pour fraude électorale en juin 2025, les juges établissant qu'il ne dirigeait Spartiates qu'en façade et que le parti était contrôlé par le criminel et ancien dirigeant du parti néonazi Aube dorée Ilías Kassidiáris depuis sa prison.

## Carrière politique
Vassílis Stíngas est membre du parti Printemps politique dans les années 1990, puis devient membre de l'Alerte populaire orthodoxe.
Le 5 décembre 2017, il fonde Spartiates, un parti néofasciste. Il réunit des partisans en utilisant les réseaux sociaux, notamment YouTube.
À l'issue des élections législatives de juin 2023, grâce à l'appui d'Ilías Kassidiáris, ancien dirigeant du parti néonazi Aube dorée et condamné pour participation à une organisation criminelle, le parti obtient 4,68 % des voix et douze sièges au parlement grec. Cependant, Kassidiáris contrôle de facto le parti.
En septembre 2023, Spartiates rentre en crise lorsque Stíngas suspend trois de ses douze députés, Ioannis Kontis (el), Ioannis Dimitrokalis (el) et Haris Hatzivardas (el), les accusant d'avoir des liens avec la mafia. Stíngas dénonce des tentatives de chantage et affirme que des forces occultes chercheraient à le renverser de la direction du parti pour s'emparer du financement public. Les onze députés restants réfutent ces accusations, qualifient les déclarations de leur dirigeant de diffamatoires et l'accusent d'agir de manière autoritaire en refusant d'organiser un congrès du parti. Deux députés quittent le parti le même mois. Cette crise menace l'existence même du parti.
En avril 2024, le Conseil d'État interdit la participation du parti Spartiates aux élections européennes, accusant le parti de servir de proxy au parti Aube dorée et de permettre à Kassidiáris de contourner les restrictions légales. En juin 2024, deux députés de plus démissionnent du parti.
En juin 2025, Vassílis Stíngas est déchu de son mandat de député par un tribunal électoral grec pour fraude électorale. Les juges établissent que les électeurs ont été trompés lors des élections législatives de juin 2023, Stíngas n'étant que le dirigeant de façade de Spartiates, tandis qu'Ilías Kassidiáris exerce en réalité le contrôle du parti depuis sa prison. Cette décision, qui prive également deux autres députés Spartiates de leurs sièges, constitue une première depuis la chute de la dictature militaire et réduit temporairement le parlement grec à 297 députés au lieu de 300,,.